# Aber-Benoît
L'Aber- Benoît  è un fiume costiero della provincia del Léon, nel nord-ovest del dipartimento del Finistère, in Bretagna.

## Etimologia

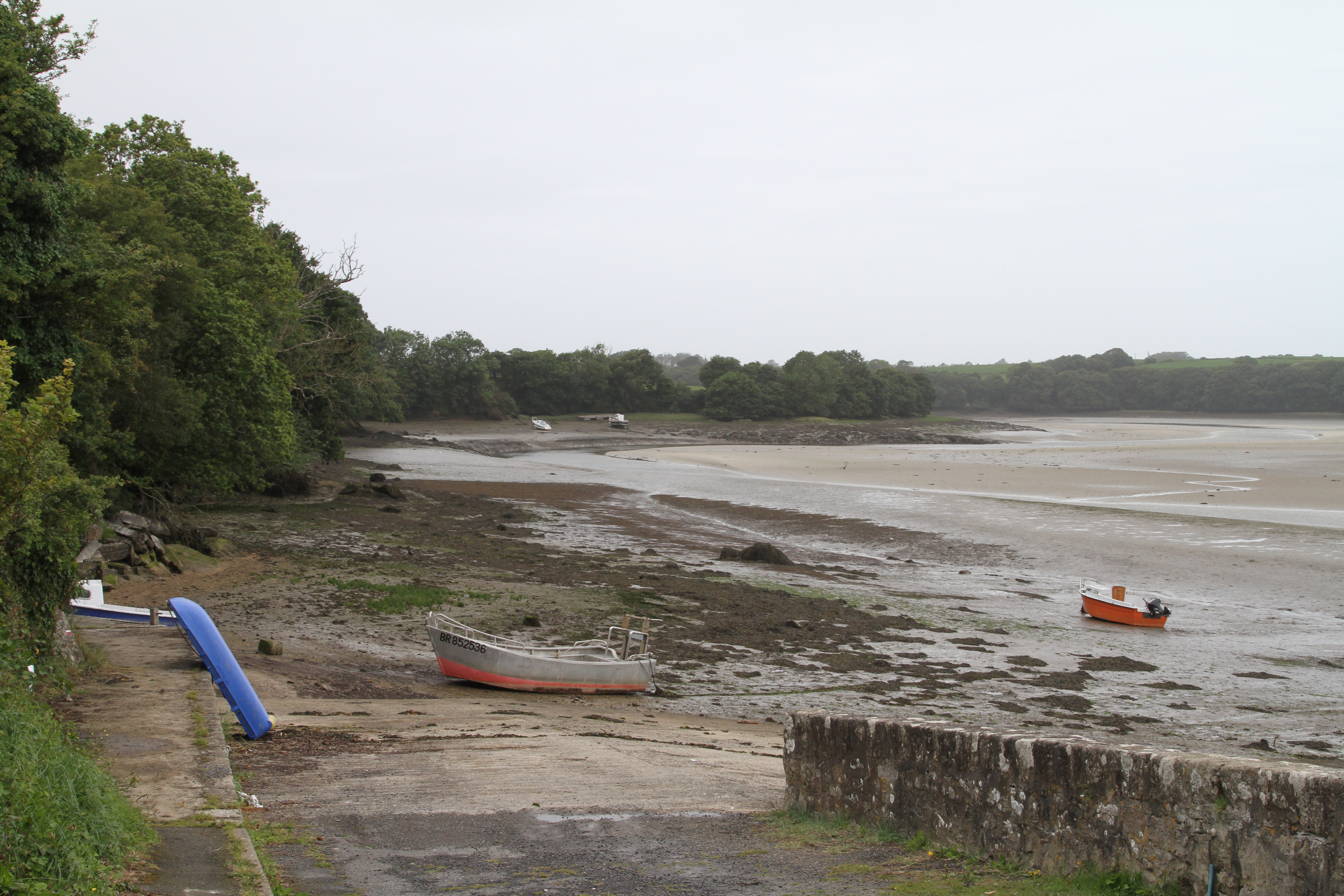
l'Aber Benoît a bassa marea

Il nome dell'Aber Benoît è il risultato d'una cattiva traduzione del bretone Aber benniget, giè Aber beni (« Havre bénit »). La denominazione trova la sua origine nella creazione, nel VI secolo da parte di Tudgibus e di suo figlio Majan di due oratorii da una parte e dall'altra dell'aber, a Lothunou e Loc Majan.
Un'altra ipotesi è quella che il nome provenga da Aber Benouhir (o Ban de Benoïc), dal nome del capo bretone padre di Lancillotto del Lago.

## Geografia

### La parte fluviale

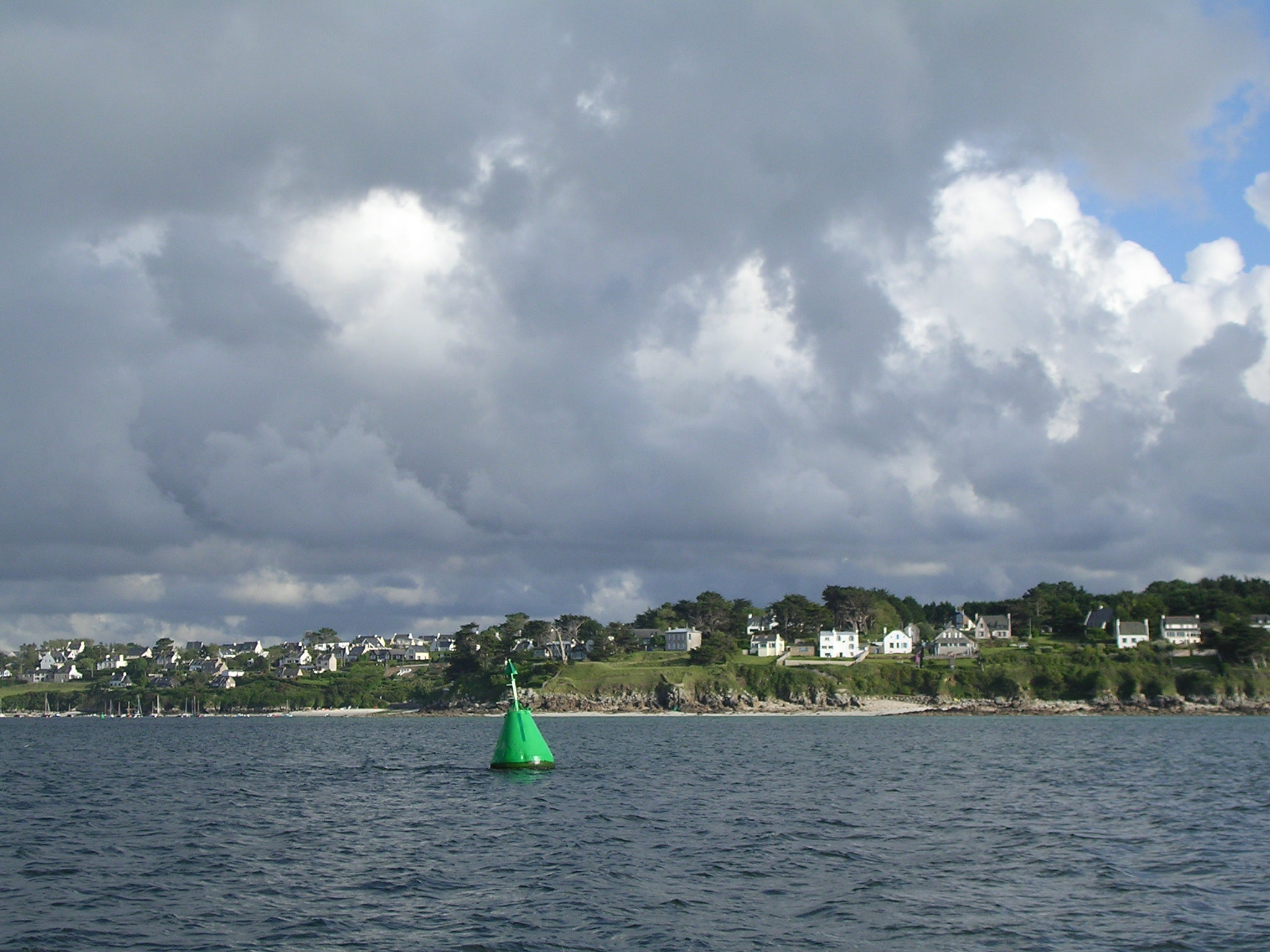
Veduta dell'Aber Benoît

L'Aber-Benoît si trova tra l'Aber Wrac'h e l'Aber-Ildut. Lungo 31 km, nasce a 100 m s.l.m. a nord della rada di Brest, nel territorio del comune di Saint-Divy e scorre verso nord-ovest in direzione del mare d'Iroise, separando l'Alto Léon (riva destra, a est) dal Basso Léon (riva sinistra, ad ovest), toccando i comuni di Lannilis, Tréglonou, Saint-Pabu, Landéda e Plabennec. Numerosi piccoli corsi d'acqua lo alimentano come affluenti.
Il suo bacino fluviale, formato da granito, da gneiss e da micascisti è lungo 12 km ed ha una superficie di 174 km2 La portata dei principali corsi d'acqua che lo alimentano, alla confluenza con l'Aber-Benoît è:
- per l'Aber Benoît : 600 litri al secondo in media, con 350 litri al secondo nei periodi di magra e 1030 litri al secondo nei periodi di piena
- per il Bourg-Blanc (o Benouig): 565 litri al secondo, con 300 litri al secondo nei periodi di magra e de 830 litri al secondo nei periodi di piena
- per il Trémobian: 505 litri al secondo, con 92 litri al secondo nei periodi di magra e 919 litri al secondo nei periodi di piena[2].

### La parte marittima
A partire dalla confluenza con l'affluente Bourg-Blanc, gran parte dell'Aber-Benoît è un ría  o un aber, una sorta di fiordo, che riceve ancora il Trémobian come unico affluente notevole e che costituisce una mediocre rada, che ha tuttavia consentito la creazione di piccoli porti come quello di Tariec (a Plouvien). La marea risale l'Aber Benoît fino al mulino del Châtel e il Bourg-Blanc fino al mulino di Tariec. Esso si getta nel mare d'Iroise tra Saint-Pabu e Landéda, in un golfo cosparso di isole come Garo (comune di Saint-Pabu), Trévors (comune di Lampaul-Ploudalmézeau), Guennoc o Guénioc (comune di Landéda), Tariec e Cézon (comune di Landéda).
È una zona propizia all'allevamento di ostriche grazie alla presenza di abbondante plancton nutritivo, in particolare a Prat-ar-Coum.

## I mulini dell'Aber Benoît

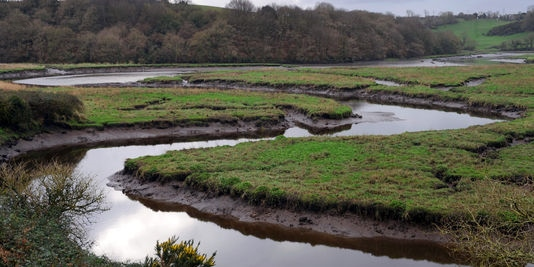
L'Aber-Benoît a livello di Tariec (Plouvien)

Più di 150 luoghi di mulini sono stati trovati sull'Aber Benoît e sui suoi affluenti.
Alla fine del XIX secolo, l'Aber Benoît faceva ancora girare 14 mulini a farina, il Bourg-Blanc 10 e il Trémobian 14.

## Turismo
Moulin Tariec (privato), moulin du Châtel, pont de Tréglonou, maison du pêcheur, chapelle Loc-Majan, menhir de Lann al louarn, point de vue du Vill, quai du Stellac'h, Corn ar Gazel.